# Ozarba alberti
Ozarba alberti is een vlinder van de familie van de uilen (Noctuidae). De wetenschappelijke naam van deze soort is voor het eerst voorgesteld door Edward Parr Wiltshire in een publicatie uit 1994.

## Verspreiding
De soort komt voor in Ethiopië, Kenia, Saudi-Arabië en Jemen.

## Ondersoorten
- Ozarba alberti alberti Wiltshire, 1984 (Saudi-Arabië, Jemen)
- Ozarba alberti phaeoxantha Hacker, 2016 (Ethiopië, Kenia)